# Pascal Braconier
Pascal Joseph Frédéric Léon Braconier (Luik, 20 februari 1860 - Ehein, 2 januari 1942) was een Belgisch volksvertegenwoordiger en senator.

## Levensloop
Braconier was een telg uit het geslacht De Braconier en de zoon van Léon Braconier (1830-1907) en Mélanie Mouton (1839-1921) en de neef van de senator en grootindustrieel Frédéric Braconier. Hij trouwde in 1888 met Camille Lamarche, uit een andere Luikse familie van industriëlen. Zij was eveneens een nicht van Frédéric Braconier, die ook met een Lamarche getrouwd was.
Onder de verschillende Braconiers van de generatie die volgde op de drie broers Frédéric, Léon en Charles, waren er weinig die belangstelling toonden voor politieke inzet. Pascal was de enige, maar zijn linkse opstelling was zeker niet naar de zin van Frédéric Braconier, die dan ook niets deed om zijn neef te steunen. Deze was aanvankelijk lid geworden van de Association libérale, maar was vervolgens aangesloten bij de Parti ouvrier libéral (voorganger van de Belgische Werkliedenpartij), waarvan hij de ondervoorzitter werd. Pascal zocht dan ook geen aanvaarding op de liberale lijst in het arrondissement Luik, maar liet zich voordragen op de lijst van de Union libérale progressiste in het arrondissement Hoei-Waremme. Die progressistische liberale partij was, zoals veel andere gelijkaardige verenigingen, de basis van waaruit de Belgische Werkliedenpartij ontstond.
Braconier werd verkozen tot socialistisch volksvertegenwoordiger voor het arrondissement Hoei-Waremme op 24 mei 1908. Hij bleef het amper een paar weken, want hij nam ontslag om verkozen te worden tot provinciaal senator. Dit mandaat vervulde hij tot in 1912. Zoals andere linkse liberalen aanvaardde hij een Senaatszetel eerder dan een Kamerzetel, omdat de voorwaarden van leeftijd en vooral van belastbaar inkomen zo hoog lagen dat ze niet bereikbaar waren voor de meeste kandidaten van de socialistische partij.
Nadat hij zich uit de politiek had teruggetrokken, leefde Braconier verder het leven van de welvarende burger die hij steeds was gebleven. Hij woonde op zijn kasteel in Ehein, waar hij ook overleed.